# 大黃蜂 (電影)
《大黃蜂》（英語：Bumblebee），是一部於2018年上映的科幻動作冒險片，由崔維斯·奈特執導。本片為「變形金剛系列電影」系列電影的第六部也是首部外傳電影作品，亦為《變形金剛》重啟三部曲的前傳，改編自《變形金剛》角色大黃蜂，主演包括海莉·史坦菲德、約翰·希南、小豪爾赫·倫德堡、約翰·歐提茲、傑森·杜拉克和潘蜜拉·艾德隆，並由狄倫·歐布萊恩、彼得·庫倫、安琪拉·貝瑟和賈斯汀·塞洛克斯聲演。本片為第一部不是麥可·貝執導的《變形金剛》電影（貝仍擔任本片的製片人，而史蒂芬·史匹柏則是執行製作人）。主體拍攝在2017年7月31日於洛杉磯、舊金山和加利福尼亞州進行。
《大黃蜂》最先於2018年12月3日在德國柏林的索尼中心舉行全球首映，並定於2018年12月21日在美國上映。本片獲得了評論家們的積極評價，多數讚揚了其動作場面和史坦菲德的演出，以及20世紀80年代的設定和懷舊感，大多數人稱之為《變形金剛》真人系列電影的最佳作品。

## 劇情
在賽博坦星球上，博派正與狂派對戰，而柯博文要大黃蜂去地球建立基地，並要求博派立刻離開賽博坦星，獨自一人與狂派對戰。
大黃蜂來到地球後，馬上被第七區追殺，甚至被閃電重創，後來掃描了一台黃色金龜車後失去了記憶。被查莉發現後成為好友。

## 角色

### 人類
| 演員                                | 角色                     | 備註                           |
| 海莉·史坦菲德 Hailee Steinfeld      | 查莉·華森 Charlie Watson | 發現並與大黃蜂成為朋友的少女。 |
| 約翰·希南 John Cena                 | 傑克·柏恩斯 Jack Burns   | 第七區探員。                   |
| 小豪爾赫·倫德堡 Jorge Lendeborg Jr. | 米莫 Memo                | 查莉的朋友。                   |
| 約翰·歐提茲 John Ortiz              | 鮑威爾博士 Dr. Powell        | 第七區科學家。                 |
| 傑森·杜拉克 Jason Drucker           | 奧提斯·華森 Otis Watson  | 查莉的弟弟。                   |
| 潘蜜拉·艾德隆 Pamela Adlon          | 莎莉·華森 Sally Watson   | 查莉和奧提斯的母親。           |
| 羅瑞·馬卡姆 Rory Markham            | 傑克·亞當斯 Jake Adams   | 第七區探員。                   |
| 瑞秋·闊爾 Rachel Crow               | 希莉亞 Celia             |                                |
| 艾比·奎因 Abby Quinn                | 艾莉絲 Alice             |                                |
| 格雷西·德齊尼 Gracie Dzienny        | 蒂娜 Tina                | 查莉的同學。                   |
| 里卡多·霍約斯 Ricardo Hoyos         | 崔普 Trip                | 查莉的同學。                   |
| 肯尼斯·崔 Kenneth Choi              | 肯 Ken                   |                                |
| 史蒂芬·施奈德 Stephen Schneider     | 朗恩 Ron                 | 查莉的繼父。                   |
| 藍·卡里歐 Len Cariou                | 漢克 Hank                | 查莉常去的垃圾場的主人。       |

### 變形金剛

#### 博派
| 配音員                              | 角色                           | 備註                                                             |
| 狄倫·歐布萊恩 Dylan O'Brien         | B-127／大黃蜂 B-127／Bumblebee | 博派偵察兵，載具型態為黃色福士甲蟲車。最後型態換為雪佛蘭Camaro。 |
| 彼得·庫倫 Peter Cullen              | 柯博文 Optimus Prime           | 博派領袖，載具型態為貨櫃卡車。                                   |
| 格蕾·格里芬 Grey Griffin            | 雅希 Arcee                     | 女性博派成員。                                                   |
| 史蒂夫·布魯姆 Steve Blum            | 阿積 Wheeljack                 | 博派科學家。                                                     |
| 安德魯·莫加多 Andrew Morgado        | 跳崖者 Cliffjumper             | 柯博文首個中尉。因寧死都不肯説出柯博文的下落而被反射弹砍成一半。 |
| 柯克·貝利 Kirk Baily                | 布朗 Brawn                     | 博派突擊隊。                                                     |
| 丹尼斯·辛格利泰里 Dennis Singletary | 力捷 Ratchet                   | 博派醫官。                                                       |
| —                                   | 鐵皮 Ironhide                  | 柯博文的老朋友。                                                 |

#### 狂派
| 配音員                         | 角色                        | 備註                                                         |
| 安琪拉·貝瑟 Angela Bassett     | 殺無赦 Shatter              | 三變金剛之一，載具型態為紅色普利茅斯衛星轎車和獵鷹式戰鬥機。 |
| 賈斯汀·塞洛克斯 Justin Theroux | 飛天腿 Dropkick             | 三變金剛之一，載具型態為藍色AMC標槍和AH-1。                  |
| 大衛·索波洛夫 David Sobolov    | 閃電 Blitzwing              | 載具型態為紅白相間的F-4幽靈II戰鬥機。                        |
| 傑斯‧哈梅爾 Jess Harnell       | 路障 Barricade              | 狂派偵查兵。                                                 |
| 強·貝利 Jon Bailey             | 震盪波 Shockwave            | 狂派科學家。                                                 |
| 強·貝利 Jon Bailey             | 聲波 Soundwave              | 狂派通訊官。                                                 |
| 柯克·貝利 Kirk Baily           | 狂派士兵 Decepticon Soldier | 狂派士兵之一。                                               |
| —                              | 星星叫 Starscream           | 狂派指揮官。                                                 |
| —                              | 野犬 Ravage                 |                                                              |

## 製作
2016年2月12日，宣布未命名的大黃蜂外傳電影定於2018年6月8日發行。2016年11月11日，據報導，派拉蒙影業已開始啟動製作，並聘來克莉絲汀·霍德森撰寫其劇本，她是派拉蒙和麥可·貝成立的「編劇室」中的一員。2017年3月2日，崔維斯·奈特被聘來擔任該片的導演。2017年5月，據透露，該片的故事背景將設定於1980年代，且登場的機器人將不如以往那麼多。與此同時，揭示電影命名為《變形金剛宇宙：大黃蜂》（Transformers Universe: Bumblebee）。

### 選角
2017年5月，據報導，海莉·史坦菲德正在會談擔任該片的女主角，並在6月時證實了此事。2017年7月11日，小豪爾赫·倫德堡加入擔任男主角。2017年7月12日，瑞秋·闊爾已加入演出。兩天後，宣布該片其他的演員，包括傑森·杜拉克、艾比·奎因、里卡多·霍約斯及格雷西·德齊尼。2017年7月22日，據傳潘蜜拉·艾德隆將飾演史坦菲德角色的母親。2017年7月31日，約翰·希南、肯尼斯·崔與史蒂芬·施奈德將共同參演該片。
2017年10月2日，在《變形金剛5：最終騎士》的影碟發表會上，彼得·庫倫在受訪時表示自己將參與《大黃蜂》的演出。2017年12月11日，據傳馬丁·肖特已加入該片的配音工作。2018年5月31日，傑斯·哈梅爾透露，自己將回歸為路障配音。2018年7月13日，宣布安琪拉·貝瑟及賈斯汀·塞洛克斯將分別為狂派的殺無赦（Shatter）與飛天腿（Dropkick）配音。2018年8月26日，配音演員大衛·索波洛夫表示自己將為閃電配音。

### 拍攝
主體拍攝於2017年7月31日在洛杉磯、舊金山和加利福尼亞州進行，暫定名稱為「Brighton Falls」，預計拍攝至2017年11月16日。拍攝於2017年11月10日提前六天結束。
2017年11月，官方宣布該片已拍攝完畢，且片名已改為《大黃蜂》（Bumblebee）。

## 發行
《大黃蜂》在北美定於2018年12月21日上映，並由派拉蒙影業發行。

### 評價
匯總媒體爛番茄根據253篇評論，該片持有91%的新鮮度，平均評分為6.9/ 10；該網站共識：「《大黃蜂》證明了它可以成為一部巨富的電影系列中帶來了樂趣和奇蹟，並在討價還價中樹立了自己的續集。」。而基於另一影評網站Metacritic上的39篇評論文章，其中27篇予以好評，1篇負評，11篇褒貶不一，平均分為66（滿分100），綜合結果為「普遍良好的評價」。據CinemaScore調查，觀眾的評價在A+至F落於「A-」。

### 票房
北美收入1.27亿美元，其他地区累计3.4亿美元，全球票房为4.68亿美元。
台灣方面，首週五天票房為新台幣6110萬元；上映七天全台票房為新台幣9490萬元；次週票房累計至新台幣1.2億元；第三週票房累計至新台幣1.38億元；第四週票房累計至新台幣1.48億元；最終全台票房為新台幣1.55億元。
中國大陸方面，最終收获11.47亿人民币。
| 上一届： 《水行俠》 | 2018年台北週末票房冠軍 第52週      | 下一届： 《水行俠》          |
| 上一届： 《海王》   | 2018年中国内地一周票房冠军 第53週  | 下一届： 《大黃蜂》          |
| 上一届： 《大黃蜂》 | 2019年中国内地一周票房冠军 第1-2週 | 下一届： 《死侍2：我愛我家》 |
| 上一届：            | 2019年香港週末票房冠軍 第2週       | 下一届： 《異裂》            |

## 續集
2022年2月，派拉蒙影業於維亞康姆CBS集團投資者大會上公告《變形金剛：萬獸崛起》將於2023年問世，也會是全新三部曲電影的首部曲。

## 備註
1. ↑  依照電影上映順序。